# 神社本教
神社本教（じんじゃほんきょう）は神道系の包括宗教法人で、本部を京都府京都市東山区の若宮八幡宮社内に置く。前身は京都府神社会（きょうとふじんじゃかい）。

## 成立経緯
明治31年（1898年）に全国神職会が結成されると、京都府においても京都府神職会が結成され、府下を19の地区に分けて支部を置くとともに、官国幣社のみを集めた支部を別に設け、支部数は計20となった。
近代社格制度において生じた社格区分によると、当時の京都府は官国幣社の神職数が88名と全国最多であった一方、それ以上に多かった府社以下、郷社、村社に無格社を加えた神社の神職は138名と神社数に対して極端に少なかった。したがって、京都府神職会において官国幣社のみで地区を超越して「京都支部」を設け、同様に京都市内の府社以下の神社を集めて「京都市支部」を結成し活動を行っていた。
戦後になり宗教法人法が発布されると府内の郡部や京都市以外の市の神社の大半は神社本庁へ参加したが、それに反対する旧「京都市支部」の一部神社が出世稲荷神社において「京都府神社会」の結成を発表、京都神道界は混乱に陥った。神社本庁へ合流した神社では昭和21年（1946年）3月5日に京都府神社庁が設立されたが、一方の京都府神社会においては同月16日に総会が開かれ、「神社本教」として独立、教規を定めるにいたった。
神社本教の所属神社（被包括宗教法人）は2015年現在、76社。京都市内（49社）と市外京都府下（23社）に限られず、奈良県（3社）、三重県（1社）にも存在する。

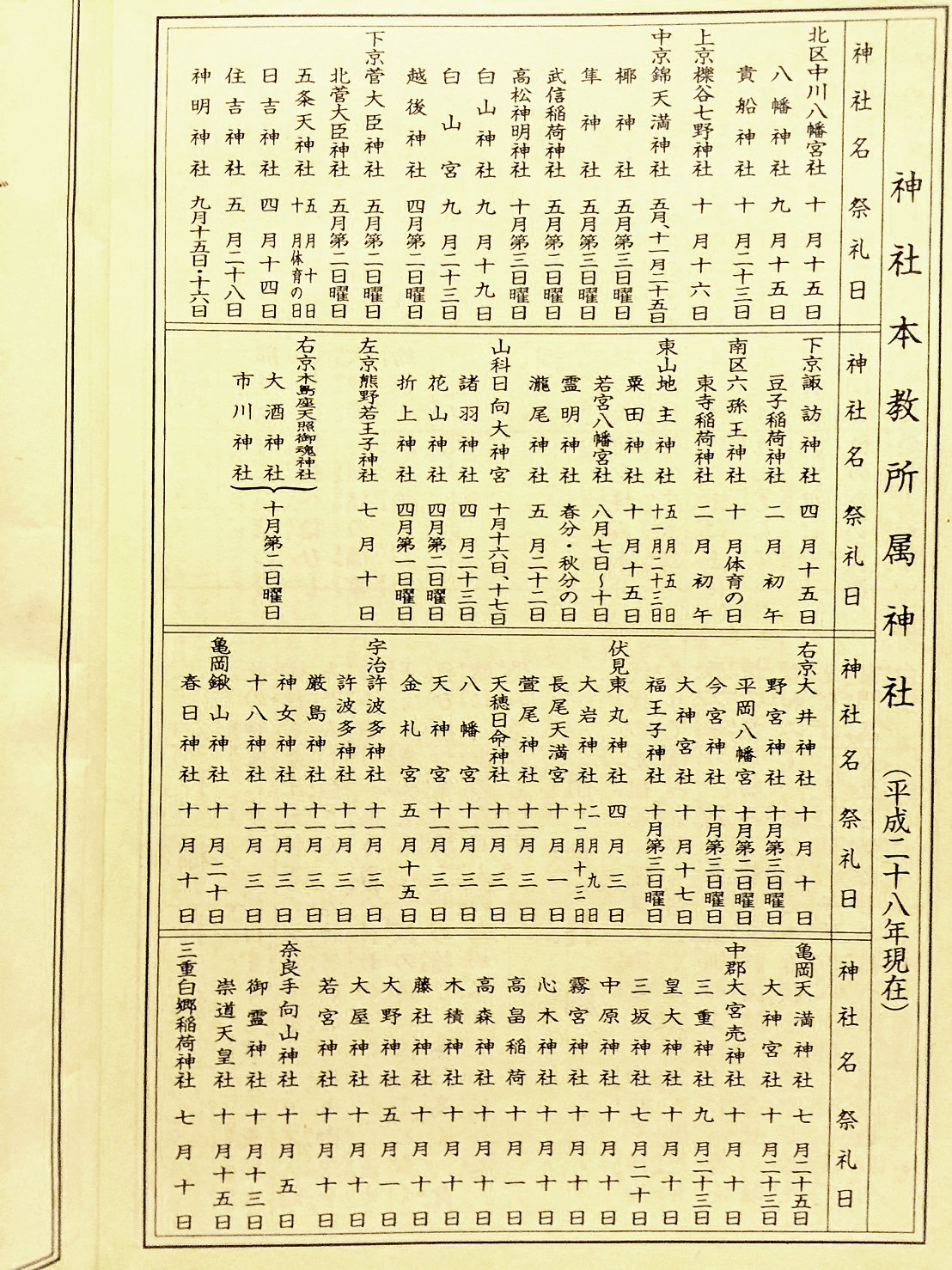
2016年現在の所属神社一覧
-『神社本教暦』平成29年版-2016年9月-より